# Emil Lang
Emil Lang (Thalheim, 1909. január 14. – Overhespen, 1944. szeptember 3.), becenevén „Bully”, a Luftwaffe egyik mesterpilótája (Expertéje) volt a második világháború során. Lang a háború során 173 hivatalosan elismert légi győzelmet aratott. 144 repülőgépet a keleti, 29-et a nyugati fronton lőtt le 403 harci bevetése során, valamint elsüllyesztett egy szovjet torpedónaszádot is.
A keleti fronton harcoló 54. „Grünherz” vadászezredhez (JG54) került, és első légi győzelmét 1943 márciusában aratta. Egy háromhetes időszak alatt 72 légi győzelmet könyvelhetett el. 1943 november 3-án egyetlen nap alatt rekordnak számító 18 szovjet repülőgépet semmisített meg Kijev térségében. 1943. november 22-én vehette át a Vaskereszt Lovagkeresztjét, eddigre már 119 szovjet repülőgépet pusztított el. 1944 márciusában érte el a 144. légi győzelmét, ezután Lovagkeresztjéhez megkapta a Tölgyfalombot 1944. április 11-én.
Ezt követően a nyugati fronton harcoló 26. „Schlageter” vadászezredhez (JG26) helyezték át. 1944. június 14-én a normandiai harcok során aratta 150. győzelmét. Utolsó három légi győzelmét 1944. augusztus 26-án szerezte. 1944. szeptember 3-án Belgium felett műszaki hibás repülőgépét alacsony magasságban amerikai P-47 „Thunderbolt” vadászgépek támadták meg és lelőtték. Lang a lezuhanó gépben veszítette életét.

## Korai évek
Emil Lang 1909. január 14-én született az Isar völgyében található bajor faluban, Thalheimben (ma a Freisinghez közeli Frauenberghez tartozik). Ismert középtávfutó atléta volt. A második világháború előtt polgári pilótakiképzésben részesült, és a Deutsche Luft Hansa pilótája lett. „Bully” becenevét bulldogszerű megjelenése miatt kapta.

## Pályafutása a Luftwafféban
Lang 1939 augusztus 26-tól szállítógépekkel repült a gablingeni légitámaszpont szállítószázadának kötelékében. Már 33 éves volt, mikor 1942-ben elfogadták jelentkezését vadászpilótává való átképzésre.
1942 július 3. és augusztus 14. között a Jagdflieger Vorschule 1, majd ezt követően 1942. augusztus 15. és 1943. január 5. között a Jagdfliegerschule 5  kötelékében képezték ki vadászpilótává. Ezt követően a keleti frontra irányították és 1943. január 6-án a Jagdgruppe Osthoz, majd innen a JG54 állományába került 1943. február 11-én. Az ezred 1. századában (1./JG54) már 34 évesen állt szolgálatba hadnagyi rangban, ami egy kezdő vadászpilóta esetében különösen magas életkornak számított. Első három légi győzelmét 1943 márciusában jelentette és egy hónapon belül az 5./JG54 századhoz helyezték, melynek 1943. augusztus 20-án századparancsnoka lett. Még az év vége előtt elérte 100. légi győzelmét, melyből 72-t a Kijev körüli harcokban ért el három hét leforgása alatt október-novemberben. Ő volt a Luftwaffe 58. pilótája aki átlépte a 100-as határt. Ebben a sokgyőzelmes sorozatban benne foglaltatott 10 légi győzelem, melyeket 1943. október 13-án ért el és 12 (61-72.), melyeket október 21-én ért el három bevetés során és ezek okán említették meg első két alkalommal a nevét a Wehrmacht-jelentésben, a német hadsereg főparancsnoksága által kiadott hivatalos közleményében. Emil Lang állította fel az egy nap alatt elért legtöbb légi győzelem számát 1943. november 3-án, mikor négy bevetés során 18 légi győzelmet ért el – szintén még a Kijev térségében folyó harcok során. Ezt követően szerepelt a Berliner Illustrierte Zeitung 1944. január 13-án megjelent számának címlapján. Langot a 119. légi győzelme után a Vaskereszt Lovagkeresztjével tüntették ki 1943. november 22-én, majd három nappal később a Német Kereszt arany fokozatát is megkapta.
Lang főhadnagyot 1944. április 9-én a Birodalom légvédelmében részt vevő 9./JG54 század élére nevezték ki századparancsnoknak. Ő volt a 448., aki megkapta a Tölgyfalomb ékesítményt a Vaskereszt Lovagkeresztjéhez (Ritterkreuz des Eisernen Kreuzes mit Eichenlaub) 1944. április 11-én. Eddigre 144 ellenséges repülőgépet semmisített meg, mindet a keleti fronton.

## A nyugati fronton
Júniusban Lang 15 repülőgépet lőtt le, közte volt a 150. áldozata is, az Egyesült Államok légierejének egyik P-47 Thunderboltja is, melyet június 14-én semmisített meg valamint négy P-51 Mustang, melyeket június 20-án 4 perc leforgása alatt intézett el, illetve további négy P-51-es, melyeket június 24-én szedett le az égről.
Ezt követően 1944. június 28-án Langot már századosi rangban a 26. „Schlageter” vadászezred II. csoportjának (II./JG26) élére nevezték ki. Július 9-én a RAF három Spitfire vadászgépének lelövését jelentette (ezek voltak a 160-162. győzelmei), bár a Királyi Légierő egyetlen Spitfire elvesztését sem jelentette ezen a napon. Augusztus 15-én két P-47-est, majd augusztus 25-én három P-38 „Lightning” vadászgépet lőtt le öt perc alatt. Az amerikai 474. vadászcsoport 428. százada ezen a napon nyolc P-38-ast veszített. Ez volt a háború alatt a legsúlyosabb veszteségük. Lang alakulata egyetlen FW-190-est sem veszített, de a harcban szintén részt vett III./JG76 hat P-38-as lelövése mellett 21 Bf-109-es elvesztését könyvelhette el, 3 pilótájuk életét vesztette, 18-at pedig eltűntnek jelentettek.
Két bevetés során 3 Spitfire lelövését jelenthette augusztus 26-án, ezek voltak a 171-173. győzelmei. Áldozatai nagy valószínűséggel a RAF 421. és 341. századához tartoztak. 1944. május 24. és augusztus 28. között 29 légi győzelmet szerzett a nyugati fronton, az általa lelőtt gépek között volt 9 darab P-51 „Mustang”. 1944. július 6-án az ő vadászcsoportja (II./JG26) volt az első, amely a normandiai partraszállás kezdetétől 100 ellenséges repülőgépet semmisített meg, amely teljesítményről augusztus 30-án ismét megemlékezett a hivatalos Wehrmacht-közlemény.

## Halála
Emil Lang 1944. szeptember 3-án vesztette életét bevetés közben, mikor „Zöld 1” jelzésű Focke-Wulf 190 A-8-as vadászgépe (gyártási száma: 171 240) a földbe csapódott és felrobbant Overhespen mellett. Már a kifutópályán mechanikai problémákat észlelt a gépén mikor kísérőjével bevetésre indult a melsbroeki reptérről délután 1 óra 20 perckor. A felszállás után tíz perccel még mindig a futóműve behúzásával bajlódott, mikor a kísérője, Hans-Joachim Borreck tizedes a hátuk mögött P-47-esek felbukkanását jelezte. Lang felfele, balra tört ki. Alfred Groß hadnagy még látta Lang FW-190-esét kiengedett futóművel lángolva zuhanni, de a szeme elől vesztette mikor a saját gépét is találat érte és ejtőernyővel ki kellett ugrania. Német és amerikai feljegyzések elemzése arra enged következtetni, hogy Borreck és Groß tévesen azonosította az ellenséget. Az 55. vadászcsoport 338. százada csapott le aznap a térségben 3-6 FW-190-esre. Darrell Cramer hadnagy adott le egy nagy elhajlású sorozatot a bal oldalon haladó FW-190-esre, mely hátára fordulva meredeken zuhanni kezdett és a földnek csapódott. Minden kétséget kizárólag ez volt Emil Lang gépe.
1944. szeptember 28-án Lang parancsnoka, Josef Priller ezredparancsnok posztumusz őrnaggyá való előléptetését kérvényezte. A II. Jagdkorps (II. vadászrepülő-hadtest) parancsnoka, Alfred Bülowius vezérőrnagy is egyetértett Priller kérvényével, de ezen ajánlások ellenére sem léptették elő. 

## Fordítás
- Ez a szócikk részben vagy egészben  az   Emil Lang című angol Wikipédia-szócikk ezen változatának fordításán alapul.  Az eredeti cikk szerkesztőit annak laptörténete sorolja fel. Ez a jelzés csupán a megfogalmazás eredetét és a szerzői jogokat jelzi, nem szolgál a cikkben szereplő információk forrásmegjelöléseként.